# Jusuf Buxhovi
Jusuf Buxhovi (ur. 4 sierpnia 1946 w Peciu) – jugosłowiański i kosowski pisarz oraz dziennikarz.

## Życiorys
Ukończył szkołę podstawową oraz średnią w Djakowicy, następnie ukończył studia albanistyczne na Uniwersytecie w Prisztinie, a w 1979 roku ukończył także studia podyplomowe na tejże uczelni.
W 1967 roku rozpoczął karierę dziennikarską jako reporter dla czasopisma Rilindja, którego następnie był redaktorem. W 1976 roku przeniósł się do Bonn, gdzie do 1990 roku pracował jako stały korespondent Rilindji, po której zamknięciu pracował jako niezależny publicysta. W 1989 współzałożył Demokratyczną Ligę Kosowa.
15 lipca 2011 roku został członkiem zarządu Narodowego Teatru Kosowa.
Autor licznych utworów beletrystycznych oraz non-fiction, wśród których znajdują się powieści, nowele, opowiadania, dramaty, krytyka literacka, komentarze polityczne oraz książki historyczne; część jego dzieł zostało przetłumaczonych na języki angielski, francuski, serbsko-chorwacki i słoweński.